# Roberto di Namur

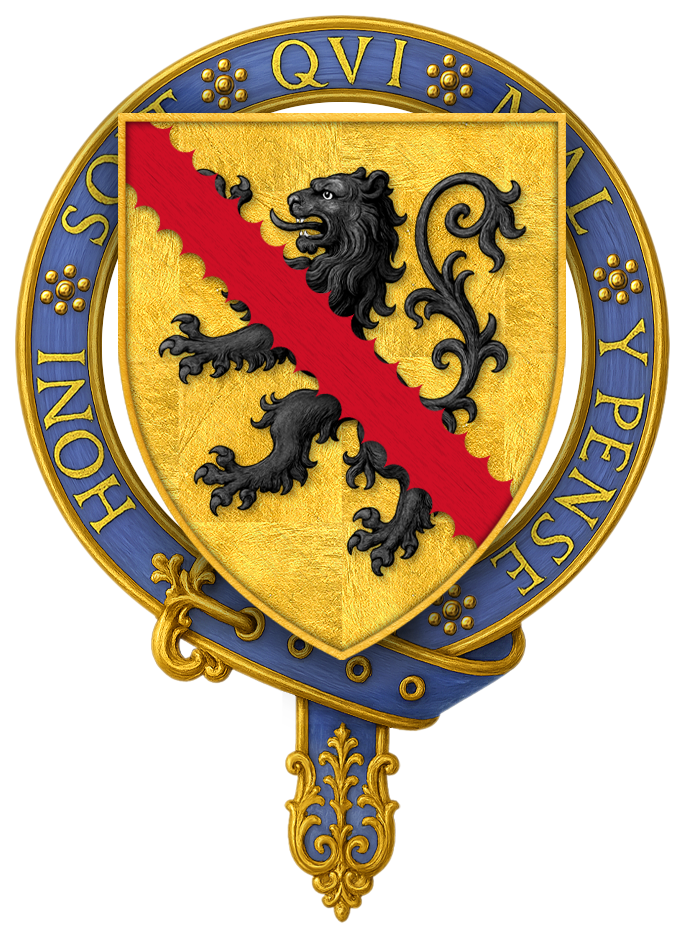
Sir Roberto di Namur, Cavaliere della Giarrettiera

Roberto di Namur noto anche come Robert de Namur (1323 – aprile 1391) è stato un nobile olandese naturalizzato britannico molto vicino a re Edoardo III d'Inghilterra e insignito dell'Ordine della Giarrettiera nel 1369.

## Biografia
Era figlio di Giovanni I di Namur, conte di Namur e Maria d'Artois.
Da giovane, partecipò a crociate in Prussia e in Terra santa. Suo zio Roberto III d'Artois, che aveva simpatie inglesi, lo fece viaggiare nel 1346 a Calais per incontrare Edoardo III d'Inghilterra, che stava  assediando la città e Roberto fece una buona impressione al re.
Il 30 agosto 1350, Roberto e Enrico Plantageneto comandarono la nave ammiraglia inglese Salle du Roy, nella Battaglia di Winchelsea, al largo della località da cui ha preso il nome la battaglia. Il 2 febbraio 1354, Roberto di Namur sposò Isabella di Hainaut (1323-1361), sorella minore di Filippa di Hainaut, regina consorte del re Edoardo III d'Inghilterra, diventando cognato di Edoardo III. Catturò il castello di Escanaffles nel 1363 e portò il cronista Jean Froissart in Inghilterra per presentarlo alla regina Filippa. Nel 1369, difese il campo inglese a Tournehem contro l'attacco francese. Fu insignito dell'Ordine della Giarrettiera nel 1369 dopo la morte di Roberto d'Ufford, I conte di Suffolk.
Nel 1370, richiese a Jean Froissart una cronaca sulla storia dell'Inghilterra. Il 20 agosto 1371, combatté per Venceslao I di Lussemburgo e Brabante, comandando 2.000 uomini alla Battaglia di Baesweiler, ma fu sconfitto e rilasciato dopo aver pagato un riscatto. Nel 1373, Jean Froissart completò il suo primo libro delle Cronache e lo dedicò a Roberto di Namur.
Il 2 febbraio 1354 sposò Isabella di Hainaut (1323–1361), sorella minore della regina Filippa d'Inghilterra e figlia di Guglielmo I di Hainaut e Giovanna di Valois.

Rimasto vedovo, il 4 febbraio 1380 sposò Isabeau de Melun, che morì nel 1409. Tutti e due i matrimoni non diedero figli, ma si dice che Roberto ebbe nove figli illegittimi.

## Ascendenza
|                         |                     |                          | Genitori                      |  |  | Nonni |  |  | Bisnonni                  |  |  | Trisnonni           |  |
|                         |                     |                          |                               |  |  |       |  |  | Guglielmo II di Dampierre |  |  | Guy II di Dampierre |  |
|                         |                     |                          |                               |  |  |       |  |  | Guglielmo II di Dampierre |  |  | Guy II di Dampierre |  |
|                         |                     | Matilde I di Borbone     |                               |  |  |       |  |  | Guglielmo II di Dampierre |  |  |                     |  |
| Guido di Dampierre      |                     |                          |                               |  |  |       |  |  | Guglielmo II di Dampierre |  |  |                     |  |
|                         |                     | Margherita II di Fiandra | Baldovino I di Costantinopoli |  |  |       |  |  |                           |  |  |                     |  |
|                         |                     | Margherita II di Fiandra | Baldovino I di Costantinopoli |  |  |       |  |  |                           |  |  |                     |  |
|                         |                     | Margherita II di Fiandra | Maria di Champagne            |  |  |       |  |  |                           |  |  |                     |  |
| Giovanni I di Namur     |                     | Margherita II di Fiandra |                               |  |  |       |  |  |                           |  |  |                     |  |
|                         |                     | Enrico V di Lussemburgo  | Valerano III di Limburgo      |  |  |       |  |  |                           |  |  |                     |  |
|                         |                     | Enrico V di Lussemburgo  | Valerano III di Limburgo      |  |  |       |  |  |                           |  |  |                     |  |
|                         |                     | Enrico V di Lussemburgo  | Ermesinda di Lussemburgo      |  |  |       |  |  |                           |  |  |                     |  |
| Isabella di Lussemburgo |                     | Enrico V di Lussemburgo  |                               |  |  |       |  |  |                           |  |  |                     |  |
|                         |                     | Margherita di Bar        | Enrico II di Bar              |  |  |       |  |  |                           |  |  |                     |  |
|                         |                     | Margherita di Bar        | Enrico II di Bar              |  |  |       |  |  |                           |  |  |                     |  |
|                         |                     | Margherita di Bar        | Filippa di Dreux              |  |  |       |  |  |                           |  |  |                     |  |
| Roberto di Namur        |                     | Margherita di Bar        |                               |  |  |       |  |  |                           |  |  |                     |  |
|                         | Roberto II d'Artois | Roberto I d'Artois       |                               |  |  |       |  |  |                           |  |  |                     |  |
|                         | Roberto II d'Artois | Roberto I d'Artois       |                               |  |  |       |  |  |                           |  |  |                     |  |
|                         | Roberto II d'Artois | Matilde di Brabante      |                               |  |  |       |  |  |                           |  |  |                     |  |
| Filippo d'Artois        | Roberto II d'Artois |                          |                               |  |  |       |  |  |                           |  |  |                     |  |
|                         |                     | Amicie di Courtenay      | Pietro di Courtenay           |  |  |       |  |  |                           |  |  |                     |  |
|                         |                     | Amicie di Courtenay      | Pietro di Courtenay           |  |  |       |  |  |                           |  |  |                     |  |
|                         |                     | Amicie di Courtenay      | Patronilla di Joigny          |  |  |       |  |  |                           |  |  |                     |  |
| Maria d'Artois          |                     | Amicie di Courtenay      |                               |  |  |       |  |  |                           |  |  |                     |  |
|                         |                     | Giovanni II di Bretagna  | Giovanni I di Bretagna        |  |  |       |  |  |                           |  |  |                     |  |
|                         |                     | Giovanni II di Bretagna  | Giovanni I di Bretagna        |  |  |       |  |  |                           |  |  |                     |  |
|                         |                     | Giovanni II di Bretagna  | Bianca di Navarra             |  |  |       |  |  |                           |  |  |                     |  |
| Bianca di Bretagna      |                     | Giovanni II di Bretagna  |                               |  |  |       |  |  |                           |  |  |                     |  |
|                         |                     | Beatrice d'Inghilterra   | Enrico III d'Inghilterra      |  |  |       |  |  |                           |  |  |                     |  |
|                         |                     | Beatrice d'Inghilterra   | Enrico III d'Inghilterra      |  |  |       |  |  |                           |  |  |                     |  |
|                         |                     | Beatrice d'Inghilterra   | Eleonora di Provenza          |  |  |       |  |  |                           |  |  |                     |  |
|                         |                     | Beatrice d'Inghilterra   |                               |  |  |       |  |  |                           |  |  |                     |  |